# Royal Collection

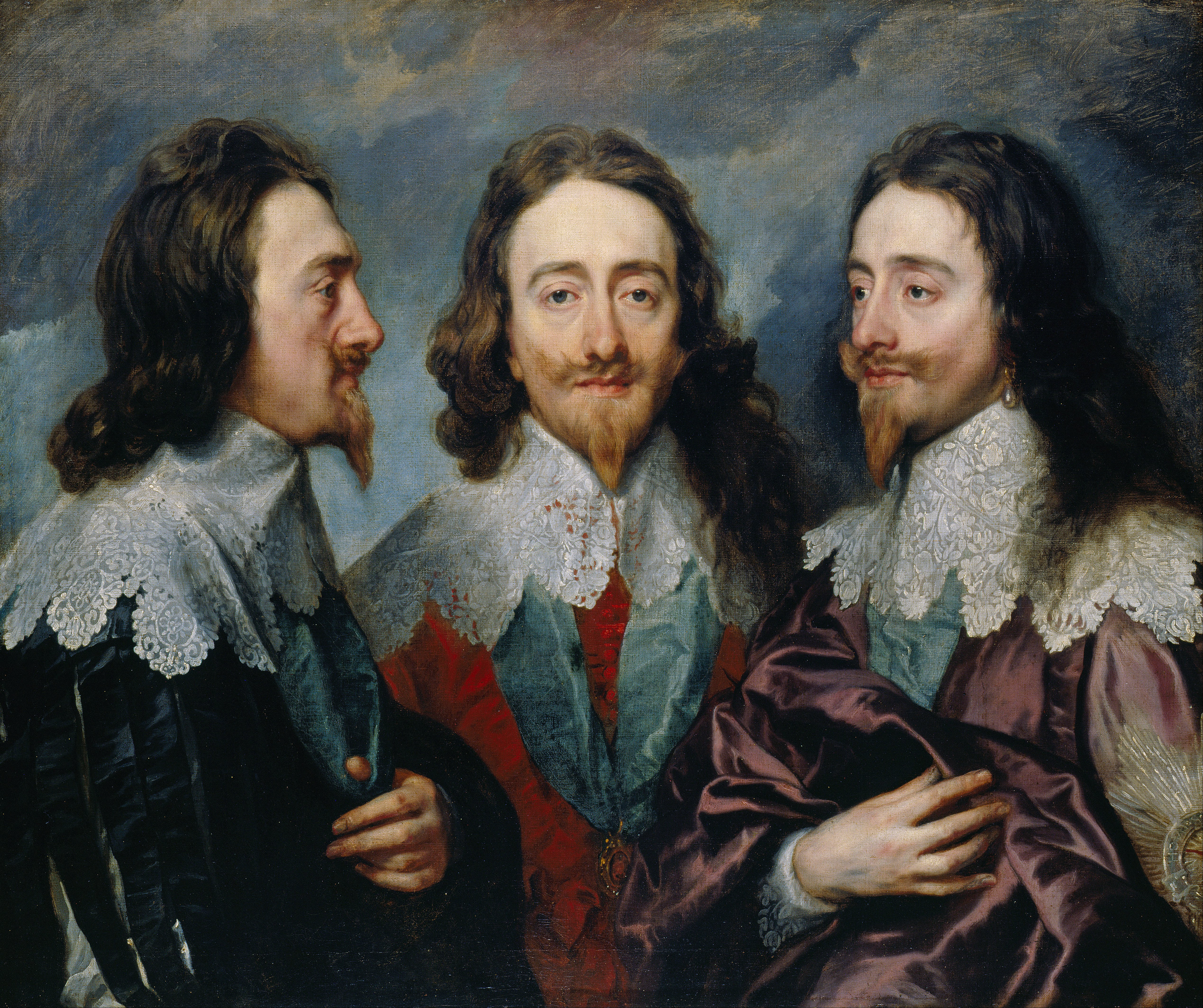
Retrat triple de Carles I d'Anglaterra, principal impulsor de la col·lecció reial. Pintura d'Anton van Dyck.

La Royal Collection del Regne Unit és l'extensa col·lecció d'obres d'art i objectes decoratius de la família reial britànica. El seu propietari formal és el rei Carles III d'Anglaterra com actual titular de la corona. La Royal Collection roman lligada a la corona i a la nació, no es pot vendre ni dividir, i els successius monarques estan obligats a garantir la seva integritat. La Royal Collection és l'última gran col·lecció de la reialesa europea que continua sota propietat formal dels reis.
Altres col·leccions similars, com les d'Espanya, França i Rússia, van ser nacionalitzades entre els segles XVIII i XX, i es custodien (almenys en part) en museus estatals com el Museu del Prado, el Louvre de París i l'Ermitage de Sant Petersburg.
La col·lecció real anglesa es desplega per les diverses residències reals del país, tant en galeries d'exhibició obertes al públic com decorant les estades privades que habita la Família Real. Els seus nuclis més valuosos es concentren al Palau de Buckingham, el Castell de Windsor i el palau de Hampton Court.
Altres peces de la col·lecció s'exhibeixen prestades de manera més o menys perllongada en museus públics del país, com la National Gallery de Londres i el Victoria and Albert Museum.
Encara que és difícil posar preu a un conjunt tan extens, alguna font estima el seu valor global en 10.000 milions de lliures esterlines.